# Yano Hayato
Hayato Yano (sinh ngày 29 tháng 10 năm 1980) là một cầu thủ bóng đá người Nhật Bản.

## Sự nghiệp câu lạc bộ
Hayato Yano đã từng chơi cho Tokyo Verdy, Ventforet Kofu và FC Kariya.